# Мараза
Мараза (венг. Maráza) — посёлок(község) в медье Баранья в Венгрии.

## История
Впервые упоминается в 1290-х годах. В годы турецкого нашествия была уничтожена; новая деревня возникла южнее местоположения старой. В 1720 году здесь поселились славяне, в 1730 — немецкие колонисты, позже стали селиться и венгры. Во время переписи 1910 года насчитывалось 731 человек, из которых 245 были венграми, 398 немцами, 88 хорватами.
На 1 января 2015 года в посёлке проживало 172 человека.

## Население
| Год  | Численность | Численность |
| ---- | ----------- | ----------- |
| 2013 | 181         | [ 4 ]       |
| 2014 | 171         | [ 5 ]       |
| 2015 | 172         | [ 6 ]       |
| 2019 | 163         | [ 7 ]       |
| 2021 | 171         | [ 8 ]       |
| 2022 | 180         | [ 9 ]       |
| 2023 | 173         | [ 10 ]      |
| 2024 | 178         | [ 2 ]       |